# Condado de Seneca (Nueva York)
El condado de Seneca es un condado estadounidense, situado en el estado de Nueva York. Según el censo de los Estados Unidos del 2000, la población es de 33 342 habitantes. La cabecera del condado es Waterloo.

## Geografía
Según la Oficina del Censo de los Estados Unidos, el condado tiene un área total de 842 km² (325 millas²). De éstas 671 km² (259mi²) son de tierra y 171 km² (66 mi²) son de agua.
Se encuentra en la parte oriental de los Lagos Finger limitado al este por el lago Cayuga y al oeste por el lago Seneca. 
Entre las zonas protegidas que existen en su demarcación se encuentra una parte del Finger Lakes National Forest, otra del Montezuma National Wildlife Refuge y el Women's Rights National Historical Park. También existe un importante polvorín del ejército estadounidense, el museo del Sampson State Park y una importante prisión.

### Condados limítrofes
- Condado de Wayne - norte
- Condado de Cayuga - este
- Condado de Tompkins - sudeste
- Condado de Shuyler - sur
- Condado de Yates - suroeste
- Condado de Ontario - oeste

## Historia
El territorio ocupado por el condado se encuentra entre los territorios prehistóricos de los pueblos seneca y cayuga de la Confederación Iroquesa. Cuando se establecieron los condados en el estado de Nueva York en 1683 este condado estaba incluido en el condado de Albany pero en 1770 se separó el de Gloucester y en 1766 el condado de Cumberland. En 1772 se separó el condado de Tyron que aún mantenía una gran extensión y debía su nombre al gobernador colonial de Nueva York William Tryon. En 1776 tras la guerra de Independencia de los Estados Unidos cambió su nombre por condado de Montgomery en honor al general Richard Montgomery. En 1789 redujo sus límites al separarse el condado de Ontario. En 1804 se creó el condado de Seneca al separarse del condado de Cayuga, aunque en 1817 vio reducida su extensión al crearse el condado de Tompkins y en 1823 se vio reducido de nuevo al crearse el condado de Wayne.

## Localidades
- Covert (pueblo)
- Fayette (pueblo)
- Interlaken (villa)
- Junius (pueblo)
- Lodi (pueblo)
- Lodi (villa)
- Ovid (pueblo)
- Ovid (villa)
- Romulus (pueblo)
- Seneca Falls (pueblo)
- Seneca Falls (villa)
- Tyre (pueblo)
- Varick (pueblo)
- Waterloo (pueblo)
- Waterloo (villa)